# Jean Ravelonarivo
Jean Ravelonarivo (Sakadomo, 17 de abril de 1959) é um militar e político malgaxe, que foi primeiro-ministro entre janeiro de 2015 e abril de 2016.